# Marchese de la Franquerie
André Le Sage de La Franquerie de La Tourre, o marchese de la Franquerie (1901 – 1992), è stato uno scrittore e saggista francese, di posizione cattolico tradizionalista, celebre per le sue opinioni antimassoniche.

## Biografia
André Le Sage de La Franquerie, figlio di Henri Lesage, dottore in legge, e di Eugénie Martin, apparteneva ad una famiglia di avvocati parigini. Nel 1926 è stato nominato direttore della rivista 
Revue internationale des sociétés secrètes; 
ha inoltre contribuito a diverse riviste, tra cui Bloc Anti-révolutionnaire et Bloc Catholique.

## Pubblicazioni
- La mission divine de la France, éditions Saint Michel 1955, réédité aux Editions Saint-Rémi, Cadillac 2000.
- La Vierge Marie dans l'histoire de France, Ed. Résiac, Montsûrs 1994.
- Saint Rémi, thaumaturge et apôtre des francs, Ed. Résiac
- Mémoire pour le renouvellement de la Consécration de la France à Saint Michel, prefacia por S. Exc.. Monseñor de la Villerabel, Obispo de Annecy.
- Lucifer et le pouvoir occulte, 1984.
- Ascendances Davidiques des Rois de France et leur parenté avec Notre Seigneur Jésus-Christ, la Très Sainte Vierge Marie et Saint Joseph, Editions Sainte Jeanne d'Arc.
- Le Caractère sacré et divin de la Royauté en France, Editions du Chiré, 1978.
- Marie-Julie Jahenny, la stigmatisée Bretonne,
- Le Saint Pape et le Grand Monarque d'après les prophéties,
- La Consécration de la France et le drapeau du Sacré-Cœur, seule espérance de salut
- De la Sainteté de la Maison Royale de France. Louis XVI, Roi et Martyr
- Madame Élisabeth de France
- Vendéens et Chouans sauvent l'honneur de la France
- L'infaillibilité pontificale, le syllabus, la condamnation du modernisme et du sillon, la crise actuelle de l'Eglise
- Le sacré-coeur et la France
- St-Joseph
- Jeanne d'Arc la pucelle, sa mission royale, spirituelle et temporelle
- Saint Pie X, sauveur de l'Eglise et de la France
- Charles Maurras, défenseur des vérités éternelles
- La consécration du genre humain par Pie XII et celle de la France par le Maréchal Pétain au coeur immaculé de Marie, Documents et souvenirs.